# 孔采尔
孔采尔是德国巴伐利亚州的一个市镇。总面积26.75平方公里，总人口1793人，其中男性903人，女性890人（2011年12月31日），人口密度67人/平方公里。